# Mactar Silla
Ne doit pas être confondu avec Mactar Sylla.
Pour les articles homonymes, voir Sylla.
 (août 2015).
Mactar Silla, né le 21 mai 1956 à Dakar au Sénégal, est un universitaire, chef d'entreprise, expert consultant international et entrepreneur. Il est aussi fondateur de Label TV et Label Radio,.

## Biographie

### Vie familiale
Après un séjour familial à Nice en France où il a démarré son cycle maternel et primaire à l'école Vernier aux alentours de la Promenade des Anglais, Mactar Silla a grandi dans le quartier résidentiel de la Sicap Amitié à Dakar.
Son père, Mamadou Silla, était enseignant. Il a formé des personnalités politiques telles que l'ancien Président de la République sénégalaise Abdoulaye Wade, l'ancien Premier Ministre Habib Thiam, l'ancien Ministre de la Justice Jacques Baudin. Sa mère, Adja Ndèye Penda Diop Yaba, appartient à la famille mouride de Touba.
De religion musulmane, Mactar Silla est marié et père de cinq enfants.

### Formation universitaire
Mactar Silla a étudié aux classes préparatoires d'hypokhâgne et de khâgne du lycée Jean-Jaurès de Reims.
Il est docteur ès-lettres, angliciste et juriste diplômé de l'université de Reims Champagne-Ardenne à 25 ans.

## Expérience professionnelle
Il est chargé de cours à l’Université de Dakar de 1982 à 1992 et à l’ESJ de Lille depuis 2011.
De 1992 à 1998, il est le directeur de TV5 Afrique. Il contribua à la mise en œuvre de la résolution du Sommet de la Francophonie à Chaillot, à Paris, pour l’extension de la chaîne francophone internationale au continent africain. À ce titre, il participe aux conférences ministérielles de la francophonie, aux sommets des chefs d’État et de gouvernement.
Le 25 mai 2014, Mactar Silla annonce son projet audiovisuel panafricain. Il publie son nom (Label TV et Label Radio) le 17 juin 2015 lors du passage de l'Afrique au numérique
Il est aussi expert consultant international dans plusieurs domaines et est actuellement directeur général de MS Consulting et d’Africa Communication & Conseil.

## Ouvrages
- Le Paria du village planétaire ou l’Afrique à l’heure de la télévision mondiale, Nouvelles éditions africaines du Sénégal, 1994
- Le Pluralisme télévisuel en Afrique de l’Ouest : État des lieux et perspectives, Panos Institute West Africa, 2008

## Distinctions
Mactar Silla a reçu plusieurs distinctions :
- Chevalier de l’Ordre du Mérite du Sénégal (1995)
- Grand Prix de la Coopération Internationale (Festival de Casablanca 1996)
- Trophée de l’Excellence de l’Association pour la Coopération et le Développement Afrique/Communauté Européenne (1997)
- Millennium Excellence Award (Ghana 1999) : parmi les « 5 top Foreign managers »[5]
- Trophée de l’URTNA (Nairobi 1993) pour services rendus à la radio et à la télévision en Afrique
- Prix de l’Excellence 2005 et 2006 du Meilleur Média (Meilleure TV privée du Cameroun)[6]
- Quatre des cinq PRIX SENAV 2006 du Syndicat National de l’Audiovisuel du Cameroun (SYNACAM – édition 2006 : information/son/décors plateaux /image)
- SEDAR de la diaspora 2006